# ایلو دل فریولی
ایلو دل فریولی (به ایتالیایی: Aiello del Friuli) یک سکونتگاه مسکونی در ایتالیا است که در استان اودینه واقع شده‌است.

## خصوصیات
ایلو دل فریولی ۱۳٫۰ کیلومترمربع مساحت و ۲٬۲۲۹ نفر جمعیت دارد و ۱۸ متر بالاتر از سطح دریا واقع شده‌است.